# Goriče, Postojna
Goriče so naselje v Občini Postojna.